# Вадово-Сосновка
Вадово-Сосновка — село в Зубово-Полянском районе Мордовии России. Входит в состав Мордовско-Полянского сельского поселения.

## История
Основано в конце XIX века переселенцами из села Мордовский Пимбур. По данным на 1931 год состояло из 67 дворов.

## Население
| 2002 | 2010 |
| ---- | ---- |
| 113  | ↘98  |

Национальный состав
Согласно результатам Всероссийской переписи населения 2002 года, в национальной структуре населения мордва-мокша составляли 99 %.